# Бондаренко Віктор Степанович
Ві́ктор Степа́нович Бондаре́нко (26 серпня 1943, Ішимбай — 29 жовтня 2007) — народний депутат України.

## Біографія
Народився 26 серпня 1943 року, в місті Ішимбаї, Башкирської АРСР, в робітничій сім'ї. Українець. Освіта вища, інженер-хімік-технолог, провідний спеціаліст з управління, Казанський хіміко-технологічний інститут, Академія народного господарства при РМ СРСР.
1964 — студент Казанського хіміко-технологічного інституту.
1968 — майстер — заступник директора Копєйського заводу пластмас, Челябінська область, РРФСР.
1981 — директор Режевського хімічного заводу, Свердловська область, РРФСР.
1986 — директор, генеральний директор хімічного об'єднання ім. Петровського, місто Петровське Луганська область.
Член КПРС, член парткому заводу, член МК КПУ.
Висунутий кандидатом в народні депутати трудовим колективом хімічного заводу ім. Петровського.
18 березня 1990 року обраний народним депутатом України 1-го скликання, 2-й тур 59.47 % голосів, 6 претендентів.
Входив до групи «Промисловці».
- Луганська область
- Антрацитівський виборчий округ № 66
- Дата прийняття депутатських повноважень: 15 травня 1990 року.
- Дата припинення депутатських повноважень: 10 травня 1994 року.

Член Комісії ВР України з питань оборони і державної безпеки.
У квітні 1994 року обраний Народним депутатом України, Верховної Ради XIII скликання, 2-й тур, 65.97 % голосів, 4 претенденти.
Нагороджений орденом «Знак Пошани», відзнакою Президента України, медаллю.

Могила Віктора Бондаренка

Помер 29 жовтня 2007 року. Похований в Києві на Байковому кладовищі (ділянка № 33).